# Rovetta
Rovetta es una localidad y comune italiana de la provincia de Bérgamo, región de Lombardía, con 3.804 habitantes.

## Evolución demográfica
| Gráfica de evolución demográfica de Rovetta entre 1861 y 2001 |
|                                                               |
| Fuente ISTAT - elaboración gráfica de Wikipedia               |